# Living Forest

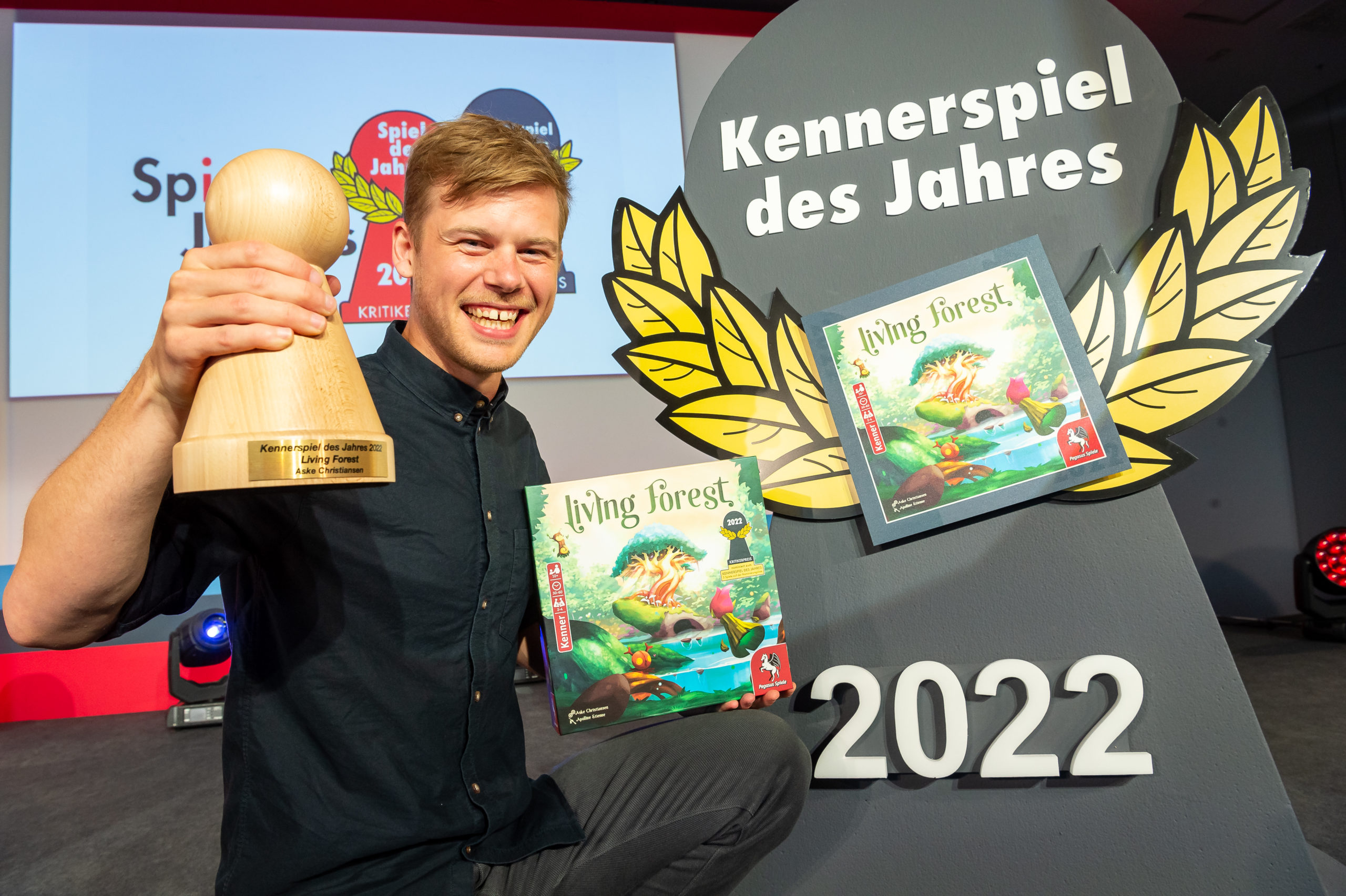
Jeu de l'année 2022 : Living Forest d'Aske Christiansen de Copenhague

Living Forest est un jeu de société créé par Aske Christiansen sorti en 2021 et édité par Ludonaute. Il a remporté le Kennerspiel des Jahres et l'As d'or initié en 2022.

## Présentation
Les joueurs incarnent des esprits de la nature dans le but d'empêcher les arbres d'être brûlés par Onibi. 
Chaque tour est divisé en trois phases, la phase des animaux gardiens, la phase d'action et les attaques d'Onibi. Lors de la phase des animaux gardiens, les joueurs piochent des cartes d'animaux gardiens pour former des « lignes d'aide » grâce à un mécanisme de stop ou encore. La phase d'action permet aux joueurs d'effectuer des actions en fonction des symboles présents sur leur « ligne d'aide », notamment gagner des tuiles fragments, attirer des animaux gardiens, éteindre un feu, se déplacer sur le plateau du Cercle des Esprits ou placer un arbre protecteur. Enfin, après la phase d'action, Onibi attaque les joueurs (ajoutant éventuellement des cartes négatives dans le deck des joueurs) et l'arbre sacré (ajoutant des tuiles Feu à la forêt), et de nouveaux animaux gardiens apparaissent.
La partie se termine lorsqu'un joueur atteint l'une des 3 conditions de victoire : planter 12 arbres, éteindre 12 incendies ou gagner 12 symboles de fleurs.

## Jeux dérivés
| Année | Titre                  | Auteur            | Commentaire |
| ----- | ---------------------- | ----------------- | --- |
| 2023  | Living Forest : Kodama | Aske Christiansen | 32 nouvelles cartes dont 22 cartes Kodama, 10 cartes Animal Gardien - une nouvelle action : acheter carte Kodama |

## Récompenses
| Année | Cérémonie        | Catégorie                                                | État       | Références |
| ----- | ---------------- | -------------------------------------------------------- | ---------- | ---------- |
| 2022  | As d'or          | Jeu initié                                               | Récompensé | [ 3 ]      |
| 2022  | Spiel des Jahres | Kennerspiel des Jahres (jeu pour connaisseur de l'année) | Récompensé |            |